# District de Anding
Pour les articles homonymes, voir Anding.
Le district de Anding (安定区 ; pinyin : Āndìng Qū) est une subdivision administrative de la province du Gansu en Chine. Il est placé sous la juridiction de la ville-préfecture de Dingxi.